# اندیس ده سیاهان
ده سیاهان یک اندیس فلزی است که در حوالی شهر پاریز استان کرمان قرار دارد و مادهٔ معدنی موجود در آن، مس است.سنگ میزبان این اندیس بازالت،آندزیت،ماسه سنگ،آذرآواری است و دیرینگی آن به دوران ائوسن می‌رسد. 